# Max Star
Max Star, tidigare Little Star, född 23 februari 2002 i Chimalhuacan, är en mexikansk fribrottare som sedan 2023 brottas i Mexikos äldsta fribrottningsförbund, Consejo Mundial de Lucha Libre.
Han tränades av Tony Salazar, Virus, Fresbee, Skayde, och Bandido. Max Star brottas under en fribrottningsmask och hans identitet är inte känd av allmänheten, vilket är vanligt inom lucha libre (mexikansk fribrottning).